# Alma (Missouri)
Alma – miejscowość w Stanach Zjednoczonych, w stanie Missouri.
Liczba mieszkańców w 2000 roku wynosiła 399.